# Betanzos (Bolivie)
Pour les articles homonymes, voir Betanzos (homonymie).
Betanzos est une ville du département de Potosí en Bolivie, et le chef-lieu de la province de Cornelio Saavedra. Sa population s'élevait à 5 021 habitants en 2001.